# Kaple svatého Jiří (Windsor)
Kaple svatého Jiří na hradě Windsor v Anglii je zámecká kaple postavená v pozdně středověkém stylu kolmé gotiky.
První kaple na hradě Windsor byla postavena již na začátku 13. století králem Jindřichem III. Větší kapli svatého Jiří založil roku 1475 král Eduard III. a byla dokončena o více než 50 let později roku 1528 králem Jindřichem VIII.
Je sídlem Podvazkového řádu.